# 中庭
- 關於同名的中醫穴道名稱，請見「任脈」。
- 關於城堡構造，請見「城堡中庭」。

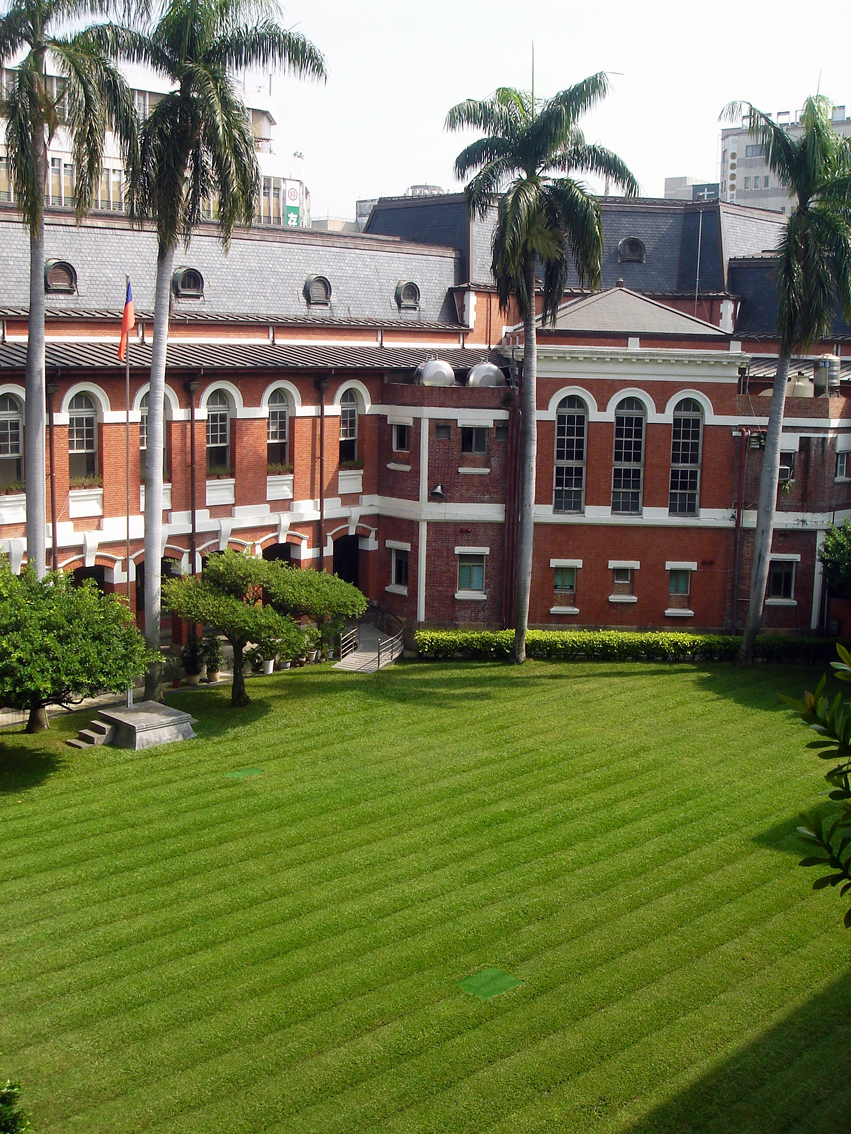
台中州廳中庭

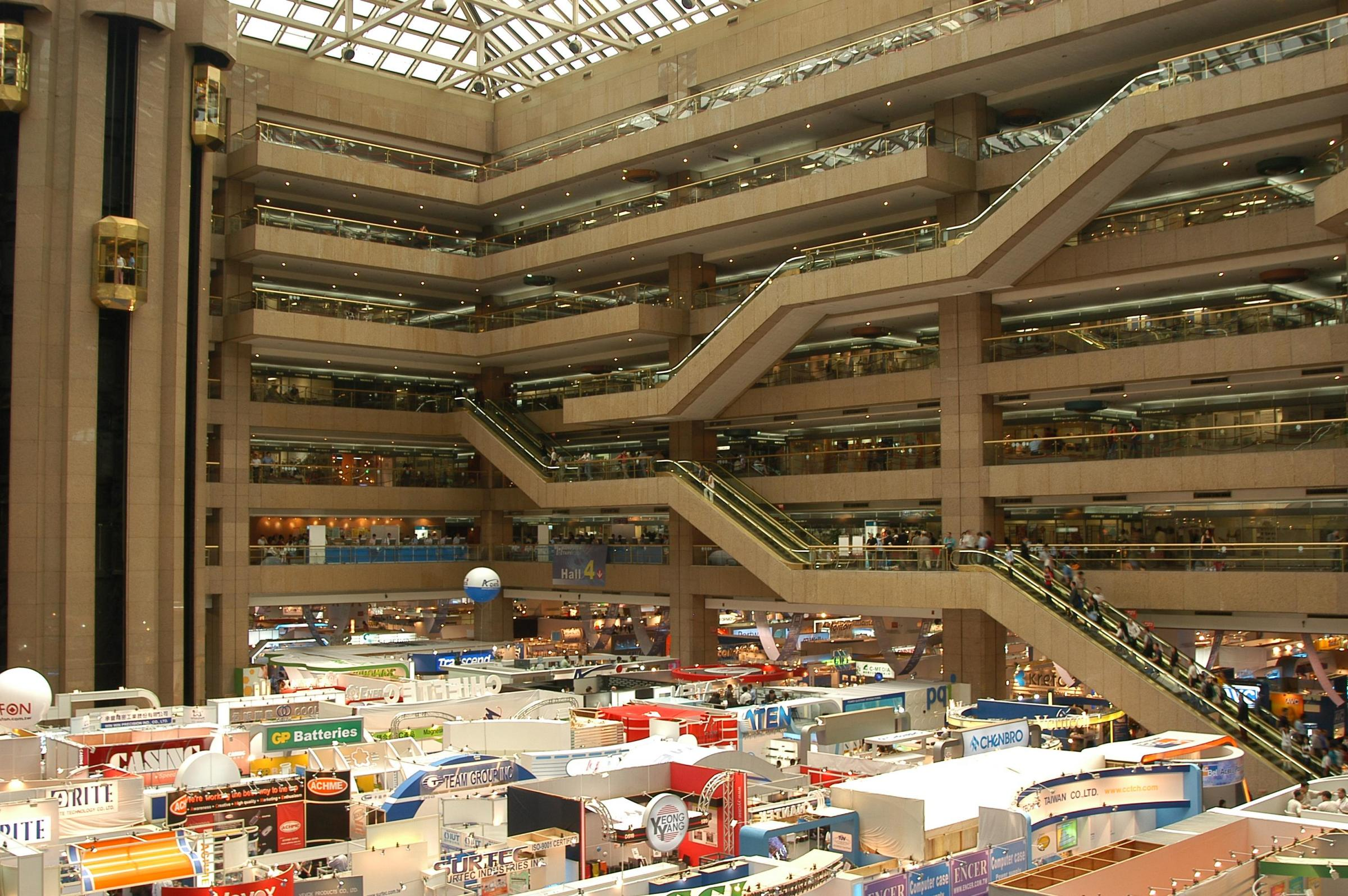
中庭是一組建築物圍起來自成一處的廣場（台北世界貿易中心）

中庭，是四周由建築物圍繞而成的空地。中庭可能是廣場、花園、球場或四合院中間的空地。在建筑中，中庭是指一块开阔的空间，通常有几层楼高并开有窗户，在办公楼中中庭通常紧邻主入口。中庭对于建築来说很常見，这是因为中庭能赋予空间和明亮的感觉。